# Крістофер Шаєр
Крістофер (Кріс) Шайер (англ. Christopher 'Chris' Shyer; нар. Норт-Йорк, Торонто, Онтаріо, Канада) — канадський актор. Працював у понад 50 кіно- й телефільмах та телесеріалах (в основному, канадського виробництва — «Вістлер», «V», «Добрий Бог» тощо). Лауреат телекінопремії «Лео» (Британська Колумбія) — за роль у фільмі «Запрошення» (2003); номінант премії Кінофестивалю в Орландо («Можливо, завтра», 2014) та театральної премії Джессі Річардсон («Джессі») за роботу в «Сальвадорі» Рафаеля Ліми.
Народився в Торонто, Канада, в родині косметолога Ширлі Ханни Марі та механіка Денніса Лемуана Джонстона. Кріс – наймолодший у родині з шести дітей, яка постійно переїжджала.
Дебют Шаєра на канадському телебаченні відбувся у мильній опері «Рівердейл» (1997), наступна роль – у фільмі «Падіння» (1998).
Має подвійне громадянство –  Канади й США. Понад 30 років працює в театрі та на телебаченні. Займається виробництвом незалежних фільмів, організацією театральних фестивалів та благодійних концертів.

## Фільмографія
| Рік  |   | Українська назва          | Оригінальна назва | Роль                       |
| ---- | - | ------------------------- | ----------------- | -------------------------- |
| 2003 | ф | Земне ядро: Кидок у пекло | The Core          |                            |
| 2009 | с | Гарна дружина             | The Good Wife     | Домінік Лоутон             |
| 2011 | с | Бойовий шпиталь           | Combat Hospital   | Полковник Аксельквіст      |
| 2012 | ф | Maybe Tomorrow (фільм)    | Maybe Tomorrow    |                            |
| 2018 | с | Блакитна кров             | Blue Bloods       | Мартін Пост                |
| 2019 | с | Чорний список             | The Blacklist     | ATF DA Charleston          |
| 2019 | с | Державний секретар        | Madam Secretary   | Директор ФБР Френк Мередіт |
| 2023 | с | Нічний агент              | The Night Agent   | віце-президент Редфілд     |
| 2023 | ф | Мишоловка                 | Cat Person        | Ерні                       |